# Gadifer de La Salle

Das Wappen des Gadifer de La Salle

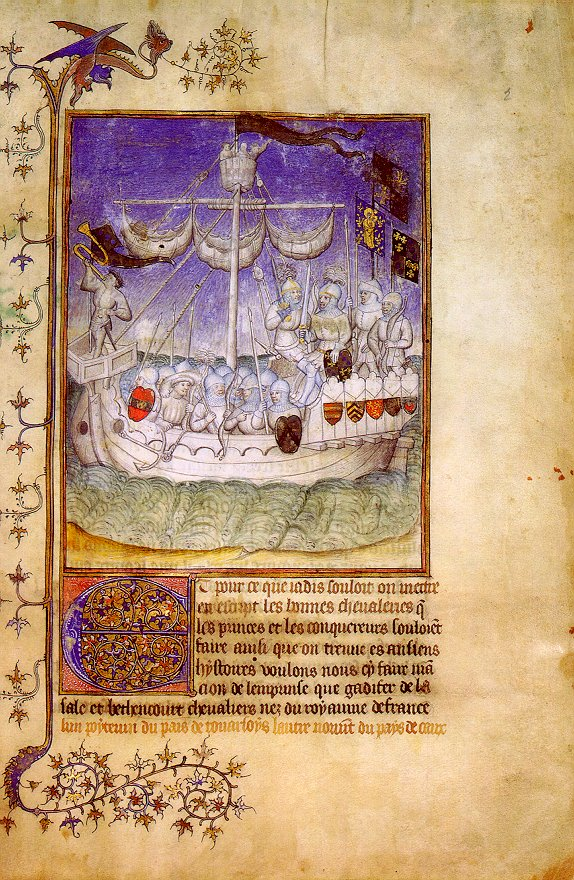
Abbildung im Le Canarien Kodex Egerton 2709 die das Schiff Gadifer de La Salles während der Überfahrt zu den Kanarischen Inseln im Jahr 1402 darstellt

Gadifer de La Salle (* 1355 oder wenig davor in der Gegend von Thouars in der französischen Provinz Poitou; † 1422) war ein französischer Adeliger, der mit Jean de Béthencourt ab 1402 die ersten Kanarischen Inseln unter europäische Hoheit brachte.

## Leben als Soldat
Gadifer de La Salle stammte aus einer adeligen französischen Familie. Sein Vater war Ferrand de La Salle. Er besaß ein Haus in Mauzé-Thouarsais. Gadifer de La Salle erhielt offenbar die in dieser Zeit für einen Adeligen übliche militärische Ausbildung. Sein Leben entsprach in den folgenden Jahren dem vieler Söldner, die ständig den Herren wechselten. So verbracht er vermutlich die Zeit seines Lebens, von der wenig bekannt ist. Im Jahr 1373 war er Hauptmann einer Kompanie von fünf Rittern und 22 Knappen in den Truppen des Grafen des Poitou, Jean de Valois, duc de Berry. Er nahm vermutlich 1377 an den Feldzügen gegen die Engländer unter dem Kommando Ludwigs von Anjou teil. Etwa im Jahr 1378 erhielt er den Titel eines Kammerherren des Herzogs von Berry. Dabei handelte es sich um einen Ehrentitel, der mit keinerlei Tätigkeit oder Einnahmen verbunden war. In der Folgezeit hat Gadifer de La Salle an Kämpfen in Deutschland und in Italien teilgenommen. Wie viele Abenteurer der Zeit, die von Schlachtfeld zu Schlachtfeld zogen, strebte Gadifer de La Salle eine feste Stelle in der Verwaltung an. Daher bewarb er sich 1380 um die Stelle des Seneschalls von Bigorre. Die Stelle wurde aber an einen anderen Bewerber vergeben. 1383 kämpfte Gadifer für Ludwig I. von Anjou, der seine Ansprüche auf das Königreich Neapel durchsetzen wollte. Dabei wurde er im Januar 1384 auf einem Schiff, das nach Venedig unterwegs war, von der Armada der Republik Ragusa gefangen genommen. Er kam vermutlich erst nach dem Tod von Ludwig I. von Anjou im September 1384 frei.
An dem erfolglosen Kreuzzug gegen die Piratenhochburg Mahdia bei Tunis 1390 unter der Leitung des Herzogs Louis II. de Bourbon nahm Gadifer de La Salle vermutlich nicht teil, denn am 18. August 1390, also während des Kreuzzuges gegen El Mehadieh, wurde Gadifer de La Salle zum Seneschall von Bigorre ernannt. Es ist wenig wahrscheinlich, dass eine solche Ernennung in Abwesenheit des Amtsinhabers durchgeführt wurde.

## Abenteuer auf den Kanarischen Inseln
Um 1392 wurde ihm der Ehrentitel eines Kammerherren des Königs verliehen. Ende des 14. Jahrhunderts war Gadifer de La Salle als Seneschall von Bigorre ein angesehener und gut situierter königlicher Beamter mit gesicherten, guten Bezügen.
Mitte des Jahres 1401 vereinbarten Gadifer de La Salle und Jean de Béthencourt, offenbar ohne die Einigung schriftlich niederzulegen, eine Expedition zu den Kanarischen Inseln. Das Ziel waren nicht kurzfristige Einnahmen durch Sklavenhandel oder die Ausplünderung der Bevölkerung, sondern, die Inseln unter ihre Herrschaft zu bringen, um so langfristig Gewinne aus der dortigen Wirtschaft und dem Handel mit Europa zu erzielen. Dazu sollten Bauern und Handwerker aus Frankreich auf den Inseln angesiedelt werden, die auch ihre Frauen mitnahmen.
Gadifer de La Salle warb in Bigorre Soldaten an, gab seine Stelle als Seneschall von Bigorre auf und verkaufte sein Eigentum, um mit dem Erlös in La Rochelle ein Schiff für die Überfahrt zu kaufen. Es ist sehr unwahrscheinlich, dass Gadifer ein solches Abenteuer als Untergebener Béthencourts unternommen hätte. Er ging offenbar davon aus, dass sie dieses Unternehmen gleichberechtigt durchführten. Für diese Gleichberechtigung spricht auch, dass in der Bulle Apostolatus officium vom 22. Januar 1403 „Iohannis de Betencourt et Gadiferi de Sala“ als Leiter der Mission genannt werden.
Von La Rochelle aus begann die Reise am 1. Mai 1402. Zu diesem Zeitpunkt gab es offenbar keine Genehmigung oder Auftrag durch den französischen oder den kastilischen König. In La Coruña und Cádiz wurde Zwischenstation gemacht, um Wasser und weitere Ausrüstung an Bord zu nehmen; dabei desertierte eine große Zahl der Soldaten, so dass Ende Juli 1402 nur noch 63 (nach einer anderen Quelle nur noch 53) Personen auf der Insel La Graciosa landeten.
Nach der Landung an der Südküste der Insel Lanzarote gelang es Jean de Béthencourt durch Verhandlungen und durch die Vermittlung der Dolmetscher, einen Vertrag mit den Einwohnern abzuschließen, der es ihm erlaubte, eine befestigte Siedlung zu errichten. Als Gegenleistung sollte er die Majos vor Sklavenjägern schützen. Unverzüglich wurde mit dem Bau der Befestigung von Rubicón begonnen. Gadifer de La Salle erkundete in der Zwischenzeit die Insel Fuerteventura, ohne auf Einwohner zu treffen oder Lebensmittel zu finden. Da die Lebensmittelvorräte nicht für eine längere Zeit ausreichten und für die Besetzung und Besiedlung anderer Inseln mehr Leute benötigt wurden, kamen Gadifer de La Salle und Jean de Béthencourt überein, dass Jean de Béthencourt nach Kastilien reisen sollte, um Vorräte und personelle Verstärkung zu holen.
Mitte Oktober 1402, als Gadifer de La Salle mit seinen Leuten auf der Insel Lobos Mönchsrobben jagte, rebellierten einige der von Béthencourt angeworbenen Soldaten. Die Rebellen unter Führung von Bertín de Berneval nahmen Kontakt mit dem Kapitän des Piratenschiffes Tajamar auf, das vor der Insel La Graciosa lag. Sie vereinbarten, dass er sie gegen die Lieferung von Sklaven, die auf der Insel Lanzarote gefangen werden sollten, nach Spanien bringen würde. Bevor die Aufständischen mit den gefangenen Ureinwohnern an Bord gingen, plünderten sie noch die Lebensmittelvorräte im Fort Rubicón. Gadifer de La Salle saß währenddessen ohne Wasser und Lebensmittel auf Lobos fest. Sie wurden von Matrosen eines spanischen Schiffs, dass sich zufällig in der Gegend aufhielt, gerettet und nach Lanzarote gebracht. Hier erwartete die Franzosen eine feindliche Bevölkerung, die sich betrogen sah. Da die Lebensmittelvorräte der Europäer geplündert worden waren und die Majos sich mit ihnen im Kriegszustand befanden, beschaffte Gadifer de La Salle Gerste und Ziegenfleisch durch Raubzüge.
Am ersten Juli 1403 erreichte ein Schiff mit Versorgungsgütern Lanzarote. Es war durch die Bemühungen von Jean de Béthencourt vermutlich von dem kastilischen Comendador des Calatravaordens und dem Reeder Juan de Las Casas ausgerüstet worden. Gadifer de La Salle ging zusammen mit vier seiner Leute an Bord, um eine Informationsreise von drei Monaten zu den anderen Inseln zu unternehmen.
Béthencourt kam im April 1404 nach mehr als 1½ Jahren Abwesenheit nach Lanzarote zurück. Gadifer de La Salle erfuhr, dass Jean de Béthencourt dem König Heinrich III. von Kastilien einen Vasalleneid geleistet hatte und zum alleinigen Herren der Kanarischen Inseln erklärt worden war.

## Rückkehr nach Frankreich
Gadifer de La Salle forderte die Abtretung einer der Inseln, um die Mittel abzugelten, die er in das Unternehmen eingebracht hatte. Jean de Béthencourt lehnte dies ab. Damit begannen offene Feindseligkeiten zwischen den Leitern des Unternehmens. Gadifer de La Salle kehrte vermutlich 1406 oder 1407 nach Frankreich zurück. Er hatte bei dem Unternehmen sein Schiff verloren, in das er den größten Teil seines Vermögens investiert hatte. Eine Wiedereinsetzung als Seneschall von Bigorre war nur möglich, wenn der derzeitige Amtsinhaber starb. Gadifer de La Salle war so genötigt, wieder als Hauptmann einer Söldnertruppe zu kämpfen. Er nahm im Jahr 1409 an der Besetzung der Städte Placencia, Pavia und Mailand durch die Truppen des Jean II. Le Maingre teil. Im Jahr 1413 kam er vermutlich mit dem jungen Herzog von Orleans nach Paris zurück.
In dieser Zeit ist die Version G des Le Canarien entstanden, die für den Herzog von Burgund Johann Ohnefurcht angefertigt wurde. In dieser Handschrift wird der Aufenthalt Gadifer de La Salles auf den Kanarischen Inseln beschrieben. Aus dem Jahr 1422 gibt es ein Schriftstück, dass mit seinem Namen und dem Titel des Seneschalls von Bigorre unterschrieben wurde. Es ist sehr wahrscheinlich, dass de La Salles Ende des Jahres 1422 gestorben ist.